# 阿美利科·卡斯特罗

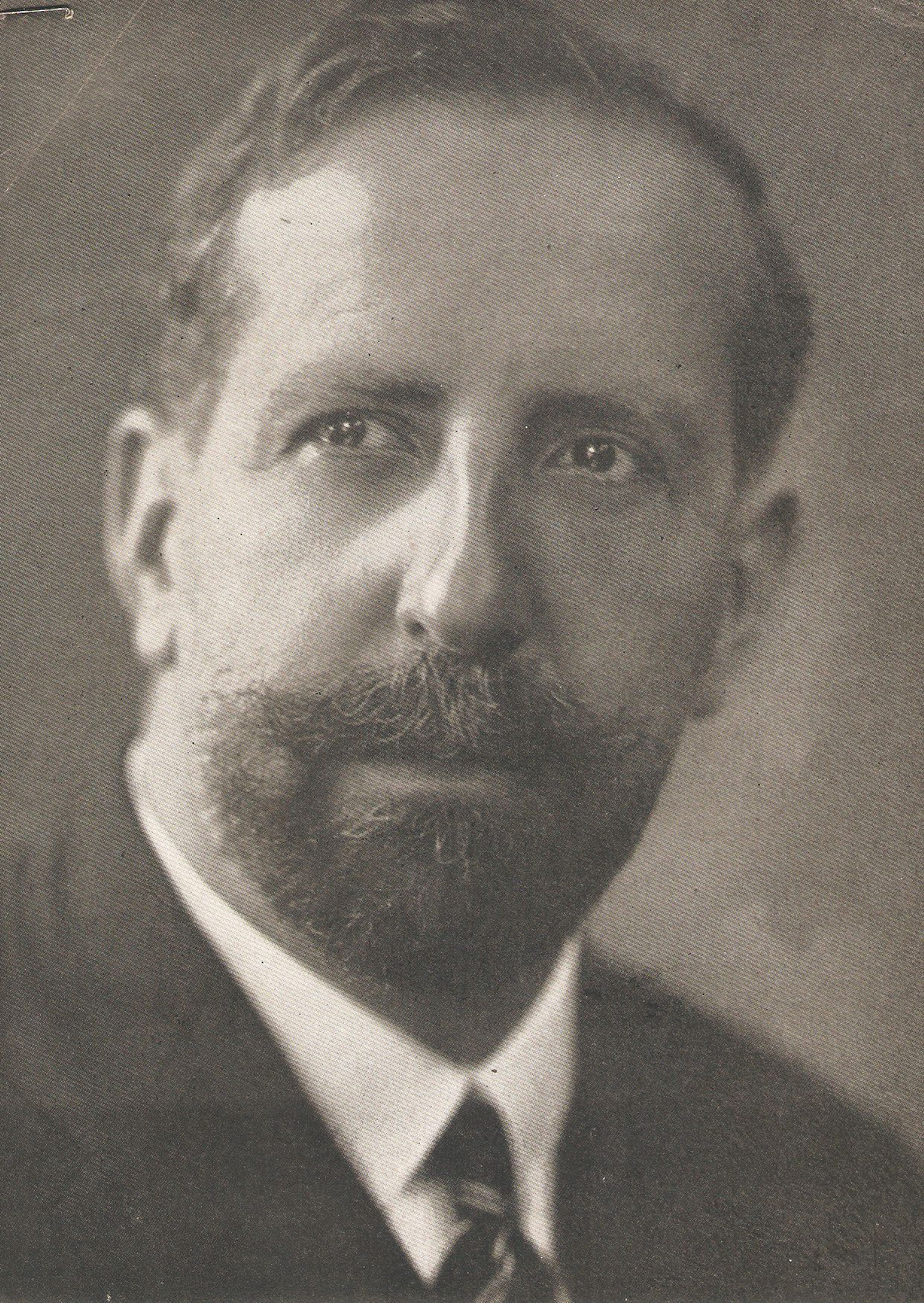
阿美利科·卡斯特罗

阿美利科·卡斯特罗·克萨达（Américo Castro Quesada，1885年5月4日—1972年7月25日）是一位西班牙文化史学家、语言文字学家、文学评论家，曾质疑过一些有关西班牙人身份的主流概念，他提出西班牙人是在711年穆斯林征服西班牙之后才成为独立族群的：穆斯林征服伊比利亚半岛后，西班牙人才出現，而且是伊比利亚社会集团（caste）之一，當時西班牙境內的摩尔人和犹太人也是各自獨立的伊比利亚社会集团，这一结论曾引发争议；他还曾提出，基督徒于11到15世纪间發起的收復失地運動和1492年下達的《阿罕布拉法令》都对西班牙和葡萄牙造成了不利的影响。

## 生平
卡斯特罗生於巴西里約熱內盧州坎塔加盧，其父母都是西班牙人。1890年，他的父母带着他返回了西班牙。1904年，他从格拉纳达大学毕业，接着在1905至1907年间继续在巴黎大学学习。返回西班牙后，他于1910年在马德里组织起了“历史研究中心”，担任研究中心的辭書學学部负责人。1915年，他在马德里康普顿斯大学当上了教授。
后来，西班牙第二共和国成立，卡斯特罗于1931年成为了共和国政府的首任驻德大使。但在西班牙内战于1936年爆发后，他移居到了美国，在1937至1939年间于威斯康星大学麦迪逊分校教授文学，在1939至1940年间在德克薩斯大學奧斯汀分校教授文学，后又在1940至1953年间在普林斯顿大学教授文学。